# Болотов Геннадій Павлович
Болотов Геннадій Павлович (нар. 11 лютого 1949 на станції Волхово, Новгородська обл., Росія) — доктор технічних наук, професор кафедри зварювального виробництва та автоматизованого проектування будівельних конструкцій Національного університету «Чернігівська політехніка».

## Біографія
У 1968 р. вступив до Чернігівського філіалу Київського політехнічного інституту на механічний факультет за спеціальністю «Технологія та устаткування зварювання».
У 1973 р. одержав диплом інженера-механіка.
У 1973—1974 рр. проходив військову службу у лавах Радянської армії.
З 1975 р. працює у Чернігівському національному технологічному університеті (колишній Чернігівський філіал Київського політехнічного інституту).
З 1975 до 1978 р. займав посаду інженера науково-дослідної частини Чернігівського філіалу КПІ.
З 1978 до 1988 р. — асистент кафедри зварювального виробництва.
З 1988 до 1990 р. — старший викладач кафедри зварювального виробництва.
З 1990 до 2008 р. — доцент кафедри зварювального виробництва.
З 2008 р. і до теперішнього часу — професор кафедри зварювального виробництва.
У 1985 р. здобув науковий ступінь кандидата технічних наук.
У 1994 р. отримав вчене звання доцента.
У 2007 р. здобув науковий ступінь доктора технічних наук за спеціальністю «Зварювання та споріднені процеси і технології».
У 2012 р. отримав вчене звання професора.

## Науково-педагогічна діяльність
Основні напрямки наукових досліджень — дифузійне зварювання різнорідних та композиційних матеріалів, іонно-плазмові технології обробки та зварювання металів у твердій фазі.
Є засновником та науковим керівником науково-дослідної лабораторії з іонно-плазмових технологій обробки та дифузійного зварювання, у якій виконуються дисертаційні роботи аспірантами та здобувачами кафедри, а також магістерські атестаційні роботи.
Опублікував більше 170 наукових та науково-методичних праць.
Є членом двох спеціалізованих вчених рад з прийому дисертаційних робіт.
Почесний професор Чернігівського національного технологічного університету.